# Питт Риверс, Огастес
Генри Огастес Лейн-Фокс Питт-Риверс (14 апреля 1827 — 4 мая 1900) — генерал-лейтенант английский армии, этнограф и археолог, представитель баронского рода. Основоположник стратиграфического метода в археологии, один из отцов-основателей археологии как науки. Создатель музея своего имени при Оксфордском университете. Его праправнук — Уильям Фокс-Питт (англ. William Fox-Pitt).

## Биография
Родился в апреле 1827 года — 14 апреля, но возможно 12-го или 15го числа. Был сыном Уильяма Лейн-Фокса и леди Кэролайн Дуглас, сестры Джорджа Дугласа, 17-го графа Мортона — внука 14-го графа Мортона. Политики Джордж Лейн-Фокс и Саквилл Лейн-Фокс были его дядями.
На протяжении большей части своей жизни он использовал фамилию Лейн Фокс, под которой были опубликованы его ранние археологические отчёты. Фамилию Питт-Риверс принял, получив в 1880 году в наследство от своего двоюродного брата Горация Питт-Риверса, шестого барона Риверса поместье площадью более 32 000 акров в Крэнборн-Чейз (англ. Cranborne Chase).
Получил домашнее образование, затем окончил Королевский военный колледж в Сандхерсте и 16 мая 1845 года был зачислен прапорщиком в гренадерскую гвардию. За свою 32-летнюю военную карьеру он только один раз участвовал в крупных боевых действиях на передовой, в битве при Альме в 1854 году и вскоре был признан негодным к действительной службе и вернулся в Англию. Оставшаяся часть его военной карьеры была посвящена обучению стрельбе из винтовки. В 1850 году он стал капитаном. Во время Крымской войны ему было присвоено «за выдающиеся боевые заслуги» звание подполковника армии; 15 мая 1857 года он получил звание подполковника гренадерской гвардии; в 1858 году за «выдающиеся заслуги перед врагом во время Крымской войны» — орден Меджидие 5-й степени; 22 января 1867 года ему было присвоено звание полковника, в 1877 году — генерал-майора. При выходе в отставку в 1882 году он получил звание генерал-лейтенанта. Ещё в 1867 году Питт Риверс оставил постоянную военную службу и перешёл на половинную зарплату.

## Коллекция оружия
Ко времени ухода в отставку Питт-Риверсом была собрана этнографическая коллекция, насчитывающая десятки тысяч единиц оружия и других экспонатов.
Питт-Риверс придерживался эволюционных взглядов Чарльза Дарвина и Герберта Спенсера. Поэтому имевшиеся предметы он сгруппировал по типам и расположил в хронологической последовательности. Для того времени подобный подход к экспозиции был новаторским. Этнологическая коллекция Питт-Риверса составила основу музея Питт-Риверса в Оксфорде. 
В ходе работы над своей коллекцией заинтересовался этнологией и археологией. 

## Вклад в археологию
Интерес Питт-Риверса к археологии и этнологии зародился в 1850-х годах. Его карьера учёного складывалась одновременно с карьерой офицера. В 1861 году он был избран членом этнологического общества Лондона, в 1864 — общества антиквариев Лондона, в 1865 — антропологического общества Лондона (1865). 
С 1862 по 1897 почти ежегодно проводил раскопки, сначала в Ирландии (по месту службы), затем в разных частях Англии. Основные раскопки он произвёл в 1880-е и 1890-е гг. на территории Англии и Уэльса. Старался публиковать о них обстоятельные отчёты со множеством иллюстраций.
В поместьях, унаследованных Питт-Риверсом в 1880 году, был обнаружен богатый археологический материал римского и саксонского периодов. Раскопки велись более семнадцати сезонов, начиная с середины 1880-х годов.
Он одним из первых разработал методику полевой и камеральной археологии, в ходе раскопок уделяя внимание стратиграфии и массовому материалу, затем – тщательной обработке и каталогизации находок. Его подход был методическим по меркам того времени и по праву считается первым научным подходом к археологической систематизации в Великобритании.
Среди важнейших методологических инноваций было убеждение ученого, что абсолютно все артефакты (а не только особо красивые и уникальные) должны быть собраны и каталогизированы, отсюда упор на предметах повседневного обихода древних. Благодаря публикациям Питт-Риверса ушла в прошлое практика британской археологии, граничившая с охотой за сокровищами. Его работа вдохновила Мортимера Уилера расширить научный подход к методам археологических раскопок.
Он первым занял должность инспектора древних памятников Британии, введённый для реализации парламентского акта, принятого в 1882 (Ancient Monuments Protection Act – первый британский закон об охране памятников). По рекомендации Питт-Риверса Китс-Коути, ставший в 1885 году одним из первых объектов, внесенных в Каталог Памятников Древности ((en:Scheduled Ancient Monument)), был обнесён металлическим ограждением, чтобы предотвратить вандализм.
В 1884 году он был Высшим шерифом графства Дорсет. 